# Бароне, Анита
Ани́та Луи́з Баро́не (англ. Anita Louise Barone; 25 сентября 1964, Сент-Луис, Миссури, США) — американская актриса и комедиантка. Лауреат премии «Method Fest» (2004) в номинации «Лучшая актриса второго плана» за роль Джины из фильма «Одна последняя езда» и номинантка на премию «Teen Choice Awards» в номинации «ТВ — выбор родительской группы» за роль Викки Голд из телесериала «Война дома».

## Биография
Анита Луиз Бароне родилась в 1964 году. Окончила Детройтский университет милосердия (University of Detroit Mercy). Училась у Роберта Т. Хаззарда в Университете Уэйна.

## Личная жизнь
Замужем за актёром Мэттью Глейв (род.1963), у них есть две дочери — Мэделин Глейв и Роксанн Глейв.

## Избранная фильмография
| Год       |   | Русское название       | Оригинальное название | Роль           |
| --------- | - | ---------------------- | --------------------- | -------------- |
| 1987      | ф | Убийства по чёткам     | The Rosary Murders    | Ирена Хименес  |
| 1991      | ф | Рикошет                | Ricochet              | официантка     |
| 1993      | с | Квантовый скачок       | Quantum Leap          | Дебби Шафер    |
| 1993      | с | Сайнфелд               | Seinfeld              | Гэйл           |
| 1993      | с | Друзья                 | Friends               | Кэрол Уиллик   |
| 1995      | ф | Захват                 | The Takeover          | Синди Лейн     |
| 2001      | с | Элли Макбил            | Ally McBeal           | Сара Уэрнер    |
| 2005      | ф | Одна последняя езда    | One Last Ride         | Джина          |
| 2005—2007 | с | Война дома             | The War at Home       | Викки Голд     |
| 2009      | с | Касл                   | Castle                | Дженис Фриман  |
| 2010—2013 | с | Танцевальная лихорадка | Shake It Up!          | Джорджия Джонс |
| 2011      | с | Отчаянные домохозяйки  | Desperate Housewives  | Дорин Вэнс     |